# Haplochromis desfontainii
Haplochromis desfontainii là một loài cá thuộc họ Cichlidae. Nó được tìm thấy ở Algérie và Tunisia. Các môi trường sống tự nhiên của chúng là suối nước ngọt, đất có tưới tiêu, và kênh đào và mương rãnh. Nó bị đe dọa do mất nơi sống.